# 基本信条
基本信条（きほんしんじょう）は、キリスト教の正統教会が共有する正統教義もしくは正統的な教理を規定する信条で、別称、世界信条。
主に西方教会で使われる概念。

## 概要
具体的には使徒信条、ニケア・コンスタンチノポリス信条、カルケドン信条、アタナシオス信条を指し、これに原ニケア信条を加えることもある。
カルケドン信条を、あくまでニケア・コンスタンチノポリス信条の解釈を規定するものとしてカルケドン定式と呼び信条には数えない教派もあるが、これはカルケドン信条の内容の軽視や非準拠を意味するものではない。
また、東方教会では一般に使徒信条とアタナシオス信条を告白しない。これは両信条が西方で成立し、公会議（全地公会）議決によって正式に承認されたものではなく、むしろ慣行の中で流布していった歴史的経緯によるもので、東方教会が両信条の内容を否定しているということを必ずしも意味しない。
教会の東西分裂（大シスマ）以前の公会議で決定された基本信条は、東方教会、西方教会を通じて有効であり、すなわちキリスト教界全体に共通の公同にして福音的な正統信仰の基本となっている。
そのため、教義上の対立者を安易に異端宣告して排斥するようなことがなくなった今日でも、これらの基本信条に言い表される信仰に抵触する信仰理解を持つ特定分派は「異端」と判定される。